# Comitatul Macomb, Michigan
Comitatul Macomb, conform originalului din engleză Iosco County este unul din cele 72 de comitate din statul Michigan din Statele Unite ale Americii. Conform recensământului efectuat de United States Census Bureau în anul 2000, populația comitatului era de 27.339 de locuitori. Sediul comitatului este localitatea Mount Clemens GR6.

## Geografie
Conform Census 2000, comitatul avea o suprafață totală de 4.897,39 km² (sau 1.890,77 sqmi), dintre care 1.422,97 km2 (ori 549.11 sqmi, sau 29,04 %) reprezintă uscat și restul de 3.475,42 km2 (sau 1,341.66 sqmi, ori 70,96 %) este apă.

## Localități
| Orașe (Cities) | Localități neîncorporate (Unincorporated communities) |

Cantoane / Districte (Townships)
|  |  |  |

## Demografie
|  | Graficele sunt indisponibile din cauza unor probleme tehnice. Mai multe informații se găsesc la Phabricator și la wiki-ul MediaWiki. |

Date: Wikidata - grafică realizată de Wikipedia